# Rutsweiler an der Lauter
Rutsweiler an der Lauter é um município da Alemanha localizado no distrito de Kusel, estado da Renânia-Palatinado.
Pertence ao Verbandsgemeinde de Wolfstein.